# Hainweg (Weimar)

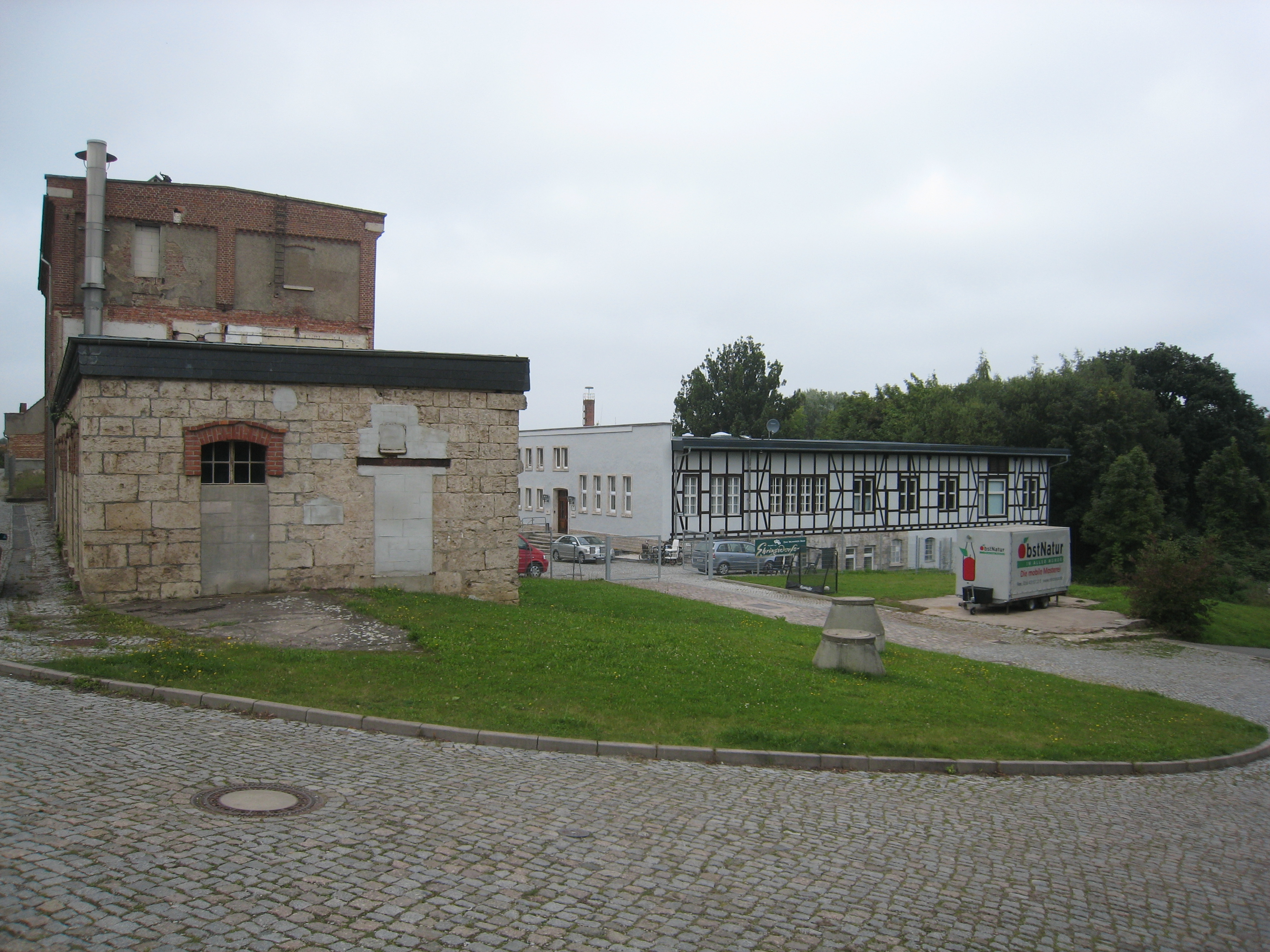
Brauerei Ehringsdorf am Hainweg

Der Hainweg ist eine kurze Straße im Weimarer Ortsteil Ehringsdorf. Sie geht vom Anger bzw. der Kippergasse ab und verläuft fast geradlinig. Sie endet nach dem Hain an einem Feld.
Bekannt ist dieser durch die über einem einstigen Travertinsteinbruch erbaute Ehringsdorfer Brauerei, die den Straßenzug auch dominiert. Auch liegt einer der Brauereiteiche nahe der Straße. Gegenüber diesem wiederum ist ein noch immer zumindest zeitweise betriebener Steinbruch. Die anthropologische Forschungsstätte weist der Forschungspfeiler aus. Er ist allerdings auch eine Besichtigungsstätte des archäologischen Freigeländes. Über dem Hainweg ist hierzu der Zugang. Die aufsteigenden Travertinfelsen unweit der Brauerei am Hainweg sind markant. Auf der Seite des Travertinfelsens sind mehrere Firmen ansässig.